# Hennessy
Jas Hennessy & Co., thông thường được biết đến đơn giản là Hennessy (phát âm tiếng Pháp: [ɛnɛsi]), là một nhà sản xuất cognac Pháp, có trụ sở chính tại Cognac, Charente.
Đây là một trong những "bốn gia đình" lớn của cognac, cùng với Martell, Courvoisier, và Rémy Martin, cộng lại tạo ra khoảng 85% sản lượng cognac trên thế giới. Hennessy bán khoảng 102 triệu chai cognac mỗi năm, làm cho nó trở thành nhà sản xuất cognac lớn nhất thế giới, và vào năm 2017, doanh số bán hàng của Hennessy chiếm khoảng 60% thị trường cognac tại Hoa Kỳ. Ngoài việc chưng cất eaux-de-vie cognac chính mình, công ty còn hoạt động như một negociant.
Thương hiệu này thuộc sở hữu của Moët Hennessy kể từ việc sáp nhập rượu sâm panh và cognac vào đầu những năm 1970, mà lại được sở hữu bởi LVMH (66%) và Diageo (34%), Diageo đóng vai trò nhà đầu tư không kiểm soát. Hennessy đã tiên phong trong việc thiết lập một số quy trình tiêu chuẩn trong ngành cognac, và sự liên kết của nó với sang trọng đã làm cho nó trở thành một điểm tham chiếu thường xuyên trong văn hóa đại chúng, đặc biệt là trong thể loại hip hop.

## Lịch sử

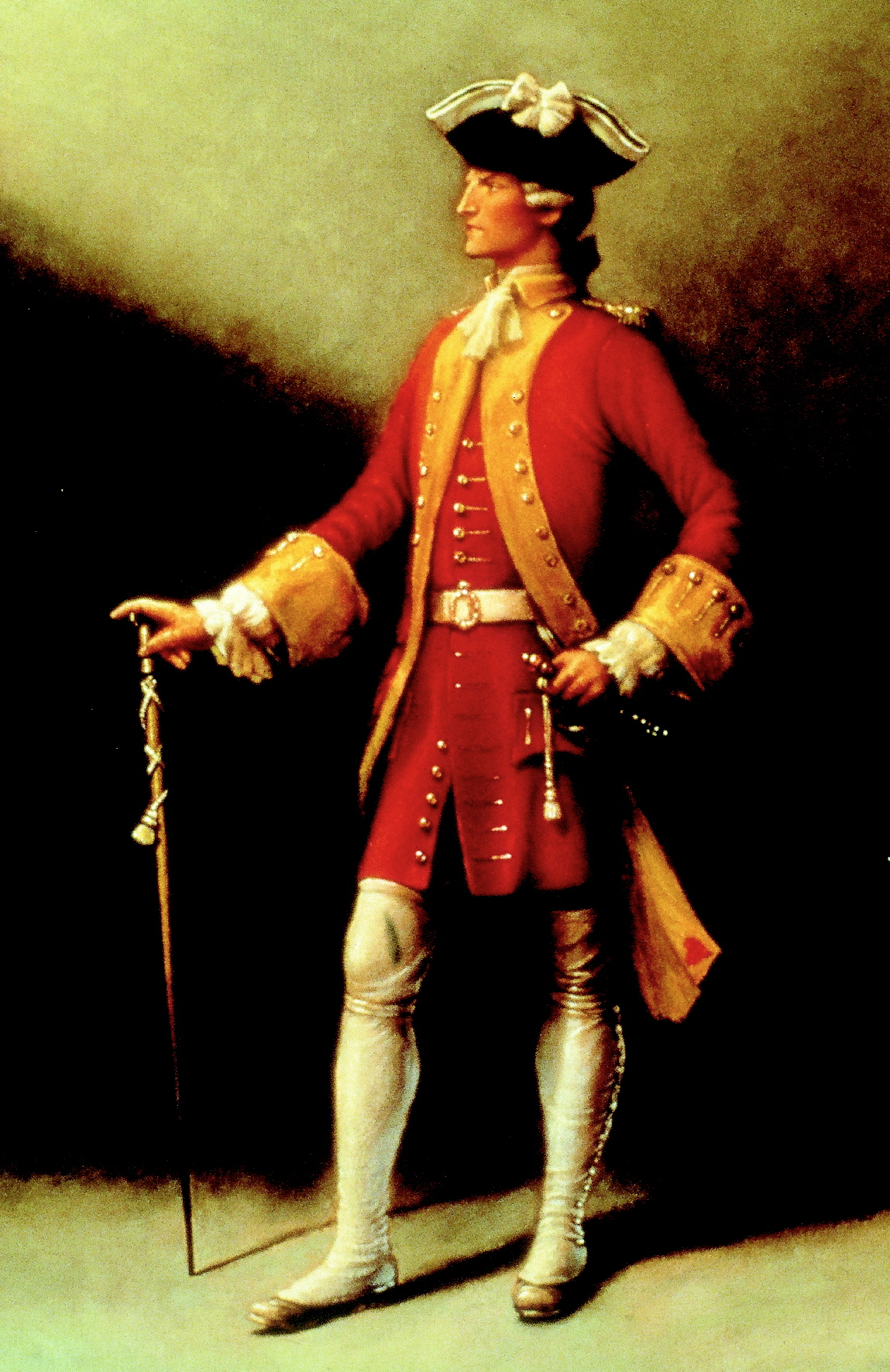
Richard Hennessy (1724–1800) thành lập nhà máy chưng cất vào năm 1765

Đại sứ thương hiệu Maurice Hennessy tại buổi trình bày rượu cognac mới vào năm 2011

Nhà máy chưng cất rượu cognac Hennessy được thành lập bởi sĩ quan quân đội Jacobite người Ireland Richard Hennessy vào năm 1765, người đã phục vụ trong quân đội của Louis XV. Ông nghỉ hưu về vùng Cognac, Pháp và bắt đầu chưng cất và xuất khẩu rượu brandy, trước hết là đến Vương quốc Anh và quê hương Ireland, sau đó là Hoa Kỳ. Năm 1813, con trai của Richard Hennessy là James Hennessy đặt tên thương hiệu của công ty là Jas Hennessy & Co. Ông cũng là người chịu trách nhiệm chọn Jean Fillioux làm Người pha trộn chính của nhà. Một thành viên trong gia đình Fillioux đã giữ vai trò này từ đó, một mối quan hệ kinh doanh kéo dài qua tám thế hệ và hơn 250 năm.
Hennessy trở thành nhà xuất khẩu brandy hàng đầu thế giới vào những năm 1840, một tư cách mà nó chưa bao giờ mất đi. Đến năm 1860, nó đại diện cho một trong mỗi bốn chai cognac được bán trên toàn cầu. Hennessy cũng thiết lập một số quy ước được sử dụng rộng rãi trong ngành cognac ngày nay. Nó là một trong những nhãn hiệu đầu tiên bán chai thay vì thùng của cognac, một quy trình đã giúp nó tồn tại qua cuộc khủng hoảng Great French Wine Blight vào giữa thế kỷ 19. Đây cũng là nhà cognac đầu tiên sử dụng hệ thống đánh giá dựa trên số sao và các phân loại V.S.O.P và XO, hiện nay được sử dụng bởi hầu hết các nhà sản xuất cognac khác.
Việc sử dụng ký hiệu V.S.O.P. được áp dụng lần đầu vào năm 1817, khi Hoàng tử Nhiếp chính (sau này là Vua George IV) của Anh yêu cầu Hennessy tạo ra một loại cognac "rất cũ và nhạt" (very superior old pale), một miêu tả trước đây đã được áp dụng cho rượu sherry. Maurice Hennessy, cháu trai của Richard Hennessy, sau đó giới thiệu hệ thống phân loại cognac dựa trên số sao vào năm 1865 (một hệ thống đồng thời được áp dụng bởi đối thủ cạnh tranh của Hennessy là Martell), mà trở thành tiêu chuẩn ngành công nghiệp để chỉ tuổi của cognac cho đến những năm 1960. Maurice Hennessy cũng tạo ra ký hiệu XO ("extra old") vào năm 1870, để chỉ những loại cognac đã trải qua quá trình chưng cất trong thùng kéo dài.
Một nhánh của gia đình Hennessy chuyển từ Pháp sang Anh vào đầu thế kỷ 20. Họ đã xây dựng ảnh hưởng trong quân đội và chính trị Anh, cuối cùng đạt được danh hiệu baron Windlesham. Mặc dù tình huyết gia đình vẫn còn sống, nhưng nhánh Anh không còn liên quan đến ngành công nghiệp cognac.
Vào năm 1944, Kilian Hennessy, một hậu duệ trực tiếp thế hệ thứ năm của Richard Hennessy, bắt đầu giúp đỡ người anh họ Maurice Hennessy trong việc điều hành công việc kinh doanh. Killian Hennessy ban đầu dự định trở thành một ngân hàng nhưng lại đưa Hennessy trở thành một thương hiệu quốc tế, đi du lịch đến Ireland, Hoa Kỳ và Châu Á để quảng bá thương hiệu. Ông đã đầu tiên đến Trung Quốc vào năm 1946, và từ đó, nước này đã trở thành thị trường cognac lớn thứ hai trên thế giới. Năm 1947, mối quan hệ kinh doanh giữa Hennessy và Martell cũng chấm dứt sau khi Maurice Firino-Martell qua đời.
Hennessy cũng đã trở thành một phần quan trọng của các tập đoàn đa quốc gia hàng đầu. Năm 1971, Kilian Hennessy dẫn đầu quá trình sáp nhập của công ty với Moët et Chandon, để tạo ra Moët Hennessy, cuối cùng đã niêm yết công khai và phát triển mạnh mẽ về mặt tài chính. Sau đó, Moët Hennessy thông báo sáp nhập với Louis Vuitton, một tập đoàn đã sở hữu các thương hiệu rượu sâm panh, vào năm 1987, tạo ra tập đoàn thương hiệu xa xỉ lớn nhất thế giới, Louis Vuitton • Moët-Hennessy hoặc LVMH.
Năm 1988, một cuộc khủng hoảng quản lý dẫn đến việc tập đoàn bị Bernard Arnault, chủ sở hữu nhà thời trang cao cấp Christian Dior, mua lại, với sự hỗ trợ từ tập đoàn ngành bia Guinness. Vụ việc được gọi là "vụ LVMH" gây tranh cãi đến mức Tổng thống Pháp François Mitterrand đã nhắc đến nó trong một bài phát thanh truyền hình.
Kilian Hennessy tiếp tục giữ vị trí trong Hội đồng tư vấn của công ty cho đến khi ông qua đời vào năm 2010, ở tuổi 103. Maurice-Richard Hennessy, đại diện thế hệ thứ tám của triều đại Hennessy, đang hoạt động như một trong những đại sứ toàn cầu của thương hiệu. Ông đã được đào tạo ban đầu làm nông dân trước khi gia nhập công việc gia đình.
Từ năm 2018 trở đi, Hennessy đã trải qua tình trạng thiếu hụt sản xuất do một phần là do nhu cầu tăng, thiếu hụt chai và trận băng giá.

## Tiếp thị
Hennessy sở hữu bộ sưu tập lớn nhất của eaux-de-vie cognac trên thế giới, với hơn 470.000 thùng trong hầm rượu của mình. Qua quá trình pha trộn và chưng cất kéo dài khác nhau, nó tạo ra một số loại cognac độc đáo. Bên cạnh các phân loại V.S và V.S.O.P, chiếm phần lớn doanh số bán hàng, Hennessy còn nổi tiếng với những loại cognac chuyên môn đắt đỏ, một số trong số đó vẫn được pha trộn bởi gia đình Fillioux.
Các phiên bản giới hạn của Hennessy có thể chứa hơn một trăm eaux-de-vie khác nhau, một số trong số đó có thể đã trải qua hàng thế kỷ; chúng thường được kèm theo những đồ trang trí sang trọng như hộp đựng đặt làm riêng và bình rượu được thổi thủ công. Một chai Richard Hennessy, ví dụ, có giá khoảng 7.000 USD và đi kèm với một bình rượu Baccarat crystal và các ly kính tương ứng, một cây súng đeo vai và một khay, tất cả đều được thiết kế bởi kiến trúc sư Daniel Libeskind.
Kể từ năm 2009, Hennessy đã phát hành một số phiên bản sưu tầm để kỷ niệm các sự kiện lễ kỷ niệm, dịp đặc biệt hoặc hợp tác với các nghệ sĩ, nhà thiết kế và tổ chức như NBA. Họ đã hợp tác với Zhang Enli, Les Twins, Refik Anadol, Kaws và Marc Newson, và nhiều người khác.
Hennessy cũng được sử dụng như một thành phần trong các cocktail và đồ uống pha trộn, và thường được phục vụ tại các quán bar và câu lạc bộ đêm. Công ty đã tung ra nhiều sản phẩm mới nhằm nhắm đến thị trường này, bao gồm Pure White, Hennessy Black và Fine de Cognac, và quảng cáo cho chúng theo cách tương ứng. Rapper Nas đã đóng vai trò đại sứ thương hiệu cho Hennessy.
Hennessy có một lượng người tiêu dùng đáng kể trong số người Mỹ gốc Phi, người tiêu thụ phần lớn cognac ở Hoa Kỳ. Do đó, thương hiệu cũng đã tiếp thị bản thân với các hoạt động xung quanh doanh nghiệp của người Mỹ gốc Phi và Tháng Lịch sử Người Mỹ gốc Phi.

## Sản phẩm
- Hennessy V.S
- Privilége V.S.O.P
- Hennessy X.O
- Hennessy X.X.O
- Lựa chọn của Chuyên gia pha chế Hennessy
- Hennessy Paradis
- Richard Hennessy
- James Hennessy
- Hennessy Paradis Imperial
- Hennessy 8
- Hennessy Timeless
- Hennessy Ellipse
- Hennessy Black
- Hennessy Pure White
- Hennessy Classivm
- Hennessy Fine de Cognac

## Trong văn hóa đại chúng
Hennessy có một mối quan hệ lâu dài với văn hóa người Mỹ gốc Phi, đặc biệt là hip hop. Nó đã được miêu tả là "đồng nghĩa với âm nhạc rap và người Mỹ gốc Phi, là những người tiêu thụ và ủng hộ chính của thương hiệu". Trong khi âm nhạc, đặc biệt là bài hát "Hennessy" của 2Pac năm 1992, đã được cho là đã làm phổ biến loại đồ uống này, một số nhà sử học đã chỉ ra mối quan hệ cổ xưa hơn nhiều, bắt đầu khi các binh sĩ Mỹ gốc Phi gặp gỡ cognac ở Pháp trong thời kỳ Chiến tranh thế giới I và Chiến tranh thế giới II.
Hennessy đã tích cực tiếp cận nhóm người tiêu dùng này trong nhiều thập kỷ. Công ty đã nhắm đến các khán giả thuộc các dân tộc thiểu số ngay từ những năm 1950, khi đặt quảng cáo trên các tạp chí người Mỹ gốc Phi như Ebony và Jet, sử dụng người mẫu người Mỹ gốc Phi và thuê nhân viên người Mỹ gốc Phi. Theo một số ước tính, hơn hai phần ba Hennessy được bán ra tại Hoa Kỳ được tiêu thụ bởi người Mỹ gốc Phi (xem rượu nhập khẩu). Nó thường được gọi là "Henny".
Hennessy thường xuất hiện trong lời bài hát của âm nhạc phổ biến, và theo một ước tính, từ "Hennessy" hoặc "cognac" đã được đề cập trong hơn 1.000 bài hát.
Một số ví dụ nổi bật bao gồm "KC Tea" (2010) của Tech N9ne, "Hennesey" (1992) của 2Pac, "Hennesey n Buddah" (2000) của Snoop Dogg, "Hennessy" (2021) của Kodoku, "Love Scars" (2017) của Trippie Redd, "We Be Burnin'" (2005) của Sean Paul, "Boombayah" của nhóm Blackpink thuộc thể loại K-pop, "Hennessy and Sailor Moon" (2016) của Yung Lean, "The Humpty Dance" (1990) của Digital Underground, "Pass Me Da Green" của Master P (1997), "Moodz" của Blackbear, "Red Bull & Hennessy" của Jenny Lewis, "6 Inch" của Beyoncé, "Blame It" của Jamie Foxx, "Henny & Gingerale" của Mayer Hawthorne, "Whistle" của D-Block Europe, "Better Now" và "Rockstar" (ft. 21 Savage) của Post Malone. Cognac cũng được nhắc đến trong đoạn hát của bài hát đơn "One Dance" (2016) của Drake, đạt vị trí số 1 trên bảng xếp hạng Billboard Hot 100. Đôi rap Mobb Deep cũng mặc áo jersey Hennessy trong video âm nhạc cho đĩa đơn năm 1995 của họ "Shook Ones (Part II)".
Trong một cuộc phỏng vấn năm 2019 với South China Morning Post, Maurice-Richard Hennessy cho biết rằng "từ 'Hennessy' rất hợp trong một bài hát" và tiết lộ rằng ông đã gặp gỡ nhiều nghệ sĩ rap, ông nghĩ rằng họ là "những người tốt lành". Ông cho biết trong cuộc phỏng vấn: "Họ thường xuất phát từ môi trường nghèo khó và hỏi tôi về những gợi ý, cách uống và quy trình sản xuất nó."
Hennessy là loại đồ uống được nghệ sĩ Blues Del Paxton chọn trong bộ phim That Thing You Do!. Trong bộ phim James Bond On Her Majesty's Secret Service, Bond, được cứu mạng bởi một chú chó St. Bernard ở Thụy Sĩ, gạt bỏ chó một cách lạnh nhạt và yêu cầu chú mang đến Hennessy năm sao.
Tại sự kiện 2009 VMAs, Kanye West được cho là đã say rượu sau khi uống Hennessy và các loại đồ uống có cồn khác trước sự gián đoạn nổi tiếng của mình đối với Taylor Swift.

## Giải thưởng Văn học Hennessy
Hennessy tài trợ cuộc thi New Irish Writing trên tờ báo Irish Independent, và Giải thưởng Văn học Hennessy hàng năm liên quan, đã giới thiệu các nhà văn Ireland như Joseph O'Connor, Dermot Bolger, Colm Ó Clúbhán, Patrick McCabe, Colum McCann, Frank McGuinness, Anne Enright, Hugo Hamilton, Dermot Healy và Neil Jordan.

## Những người tiêu dùng nổi tiếng
Hennessy là thức uống ưa thích của Kim Jong-il, cựu Lãnh đạo Tối cao của Triều Tiên. Hennessy từng thông báo rằng Kim đã chi hơn 700.000 đô la mỗi năm để mua cognac Paradis.